# عشقم را مصلوب کن
عشقم را مصلوب کن (به انگلیسی: Crucify My Love) یک تک‌آهنگ است که در ۲۶ اوت ۱۹۹۶ توسط گروه ایکس ژاپن منتشر شده‌است. سمت دوم این تک‌آهنگ، اجرای زندهٔ تک‌آهنگ قبلی گروه است که در ۳۱ دسامبر ۱۹۹۵ در توکیو دوم ضبط شده‌است.